# سوني إكسبيريا زد2
سوني إكسبيريا زد2 (بالإنجليزية: Sony Xperia Z2)‏ هو هاتف ذكي من سوني موبايل كوميونيكيشنز ضمن سلسلة سوني إكسبيريا يعمل بنظام أندرويد تم الكشف عنه عام 2014 في المؤتمر العالمي للجوال (MWC)، ستم طرحه في الأسواق في مارس 2014.

## الخصائص
- شاشة عالية الوضوح بدقة 1080p وقياس 5.2 إنش بتقنيات Live Color و TRILUMINOS و X-Reality.
- معالج Snapdragon 801 بتردد 2.3 غيغاهرتز مع المعالج الرسومي Adreno 330.
- الذاكرة العشوائية 3 غيغابايت.
- كاميرا خلفية بدقة 20.7 ميغابيكسل بحساس EXMOR RS وعدسة G Lens مع إمكانية تصوير الفيديو بدقة 4K وبتقنية SteadyShot لتثبيت الصورة و كاميرا امامية بدقة 2.2 ميغابيكسل.
- تقنية إلغاء الضجيج لتقديم تجربة صوتية أفضل.
- مكبر صوت مزدوج.
- بطارية بسعة 3200 ميلي أمبير.
- مضاد للماء والغبار بمعيار IP55/IP58.
- دعم 4G LTE.
- أندرويد 4.4 (كيت كات)و يمكن تحديث النظام إلى اندرويد 6.0 (مارشميللو).
- بطاريه غير قابله للإزالة
- تقنية Near Field communication (NFC)
- مساحة داخلية مساحتها 16 جيجابايت وامكانية وضع كارت ميموري يصل إلي 128 جيجا
- دعم تقنية البلوتوث v4.0,A2DP,apt-X